# 東京庭付き一戸建て
『東京庭付き一戸建て』（とうきょうにわつきいっこだて）は、2002年7月10日から同年9月4日まで、日本テレビ系の「水曜ドラマ」枠で放送されていた日本のテレビドラマ。全9回。主演は松本明子。

## あらすじ
妻の三回忌を迎えた溜山一男は、それぞれ独立している5人の娘、春海・結夏・秋名・冬夢・巡を呼び寄せて東京都港区白金の庭付き3階建て一戸建てで一緒に暮らそうとする。トラブルもあったが結夏の夫と子供2人を含む9人で生活することに。しかし、その家はひどい欠陥住宅であった。

## キャスト

### 福田家
福田 結夏
演 - 松本明子
溜山家次女。三郎の妻で専業主婦。姉妹の中で唯一の既婚者。
福田 三郎
演 - パパイヤ鈴木
結夏の夫。
福田 夏深
演 - 大島優子
三郎・結夏の娘。
福田 夏樹
演 - 須賀健太
三郎・結夏の息子。

### 溜山家
溜山 秋名
演 - 菊川怜
溜山家三女。テレビ局の受付嬢。見栄っ張りなところがあり、婚約者の高井に対して有栖川家（豪邸）を自分の家と嘘をついてしまう。
溜山 冬夢
演 - 山川恵里佳
溜山家四女。漫画家の卵。姉妹の中で唯一内向的な性格。
溜山 巡
演 - 加賀美早紀
溜山家五女。現在家出中。
溜山 春海
演 - 森下愛子
溜山家長女。キャリアウーマン。
溜山 一男
演 - 原田芳雄
溜山家当主。春海・結夏・秋名・冬夢・巡の父。娘達と都内の一戸建てで同居することを考え、結果的に欠陥住宅を購入させられてしまう。元教師で、家の購入資金は彼の退職金から支払われた。妻の節子との結婚は駆け落ち同然で妻との親族とは絶縁状態だったらしく、娘達は節子に双子の姉（季子）がいたことを知らなかった。
溜山 節子
演 - 藤田弓子
一男の妻。春海・結夏・秋名・冬夢・巡の母。故人。

### 有栖川家
溜山家の隣人。お金持ちで豪邸で暮らしている。
有栖川 愛子
演 - もたいまさこ
有栖川 夢子
演 - 島田珠代

### マンテンハウジング
山岸 秀次
演 - 塚本高史
新人社員。
澤田 耕作
演 - 中川家礼二
先輩社員。
川本 正雄
演 - 中川家剛
係長。

### ゲスト
タクミ
演 - 山崎裕太（第3話）
溜山姉妹の合コン相手。冬夢に交際を申し込む。
高井
演 - 岩﨑大（第1・4話）
秋名の婚約者。
季子
演 - 藤田弓子（第5話）
節子の双子の姉。
三沢
演 - 平泉成（第7話）

## ロケ地
- 東京都北区西ヶ原一丁目旧古河邸（溜山邸）

## 使用車
- スポンサーの関係で、本田技研工業のフィットが福田家の愛車として登場。

## スタッフ
- 脚本：森下佳子
- 音楽：佐橋俊彦
- 主題歌：オノ・アヤコ 「TWO OF US」（バップ）
- 挿入歌：EXILE 「Cross 〜never say die〜」（rhythm zone）
- チーフプロデューサー：井上健
- プロデューサー：河野英裕、三枝孝臣、井上由紀
- 演出：三枝孝臣、佐久間紀佳、阿部雄一
- 美術デザイン：高野雅裕
- タイトル：ニック・スミス

## サブタイトル
| 各話                                                      | 放送日        | サブタイトル                         | 視聴率 |
| --------------------------------------------------------- | ------------- | ------------------------------------ | ------ |
| 第1話                                                     | 2002年7月10日 | 家族は一緒に住まんといかん!!         | 11.2%  |
| 第2話                                                     | 2002年7月17日 | 頑固親父vs5人娘                      | 11.2%  |
| 第3話                                                     | 2002年7月24日 | 失恋娘！救出作戦                     | 9.2%   |
| 第4話                                                     | 2002年7月31日 | 貧乏が招いた結婚（結婚を買う娘vs父） | 8.9%   |
| 第5話                                                     | 2002年8月7日  | 出た！母の幽霊!?百万の線香花火の秘密 | 9.8%   |
| 第6話                                                     | 2002年8月14日 | 父の最後の夏休み…残り少ない命の宿題  | 9.1%   |
| 第7話                                                     | 2002年8月21日 | 火事!?消えた父親…節約倹約地獄の災難  | 8.1%   |
| 第8話                                                     | 2002年8月28日 | 家族解散!!倒れた父に最後の5つの約束  | 7.6%   |
| 最終話                                                    | 2002年9月4日  | 家族は一緒に!!ガンコ親父最期の叫び!! | 8.2%   |
| 平均視聴率 9.3%（視聴率は関東地区・ビデオリサーチ社調べ） |               |                                      |        |